# Ибрагимов, Фидаиль Мулла-Ахметович
Фидаиль Мулла-Ахметович Ибрагимов (1938—2020) — советский и российский художник в области декоративно-прикладного искусства и педагог; Академик РАХ (2018; член-корреспондент с 1995). Член Союза художников СССР (1970; Союза художников России с 1992). Заслуженный художник Российской Федерации (1996). Заслуженный деятель искусств Российской Федерации (2007). Народный художник Российской Федерации (2020).

## Биография
Родился 25 марта 1938 года в городе Костанай.
С 1961 по 1966 год обучался в Московском высшем художественно-промышленном училище, его педагогом был теоретик декоративно-прикладного искусства Б. А. Смирнов. С 1966 по 1969 год работал художником на Гусевском хрустальном заводе. С 1969 по 1975 год работал в должности — заведующего ассортиментной лабораторией и главного художника ГНИИ стекла Министерства промышленного строительства СССР. С 1975 по 1990 год — художник комбината прикладного искусства Художественного Фонда Московского Союза художников. С 2001 по 2008 год на педагогической работе в МГХПА имени С. Г. Строганова — доцент кафедры художественного стекла.
С 1970 года Ибрагимов был избран членом Союза художников СССР. Среди наиболее значимых художественных произведений Ибрагимова: прибор «Владимирский» (1966), кружка «Скоморохи», декоративная ваза «Три грации» и кубок «Стеклодув»  (1967), скульптура «Минотавр» и блюдо «Натюрморт» (1968), набор «К празднику» и «Торс» (1969), композиция «Демонстрация» (1970), «Испанский мотив» (1976), «Арктика» (1986), «Двое» (1993), «Мужество» (1972), скульптурные композиции «Мужские торсы» (1973), «Погибшим посвящается» (1975), «Голова Геракла» (1980), «Ника» (1982), «На троне» (1984), «А. С. Пушкин» (1987), «Прорыв» (1988), «Афродита» (1989), «Венера» (1990), «Торс мужской чёрный» (1991), «Мужчина и женщина» (1992), «Женская фигура цветная» (1994), «Идущая» (1999) и «История не кончается» (2004), художественное произведение для Обнинского дворца культуры (1986). С 1965 года начал участвовать в республиканских, всесоюзных и международных выставках. Персональные выставки Ибрагимова проходили в таких странах как: России (Москва, Санкт-Петербург и Сергиев Посад), США, Германия, Бельгия, Дания, Япония, Италия, Испания, Швеция, Чехия, Польша и Болгария.
В 1995 году Ибрагимов был избран член-корреспондентом, а в 2018 году —  академиком Академии художеств СССР.
Художественные произведения Ибрагимова находятся в различных музеях России и зарубежных стран в том числе: Государственном историческом музее, Эрмитаже,   Всероссийском музее декоpативно-пpикладного и народного искусства, Государственном объединенном историко-архитектурном музее-заповеднике, Елагин дворец, Государственном историко-художественном музее, Московском музее современного искусства, Государственном музее керамики Кусково. 
9 апреля 1996 года Указом Президента России «за заслуги в области искусства» Ибрагимову было присвоено почётное звание — Заслуженный художник Российской Федерации, 3 декабря 2007 года — Заслуженный деятель искусств Российской Федерации, а 8 июня 2020 года «за большие заслуги в области искусства» Ибрагимову было присвоено почётное звание — Народный художник Российской Федерации.
Скончался 21 июня 2020 года в городе Москве. Похоронен на Троекуровском кладбище (19 уч.).

## Награды
- Народный художник Российской Федерации (2020) — за большие заслуги в области искусства[5])
- Заслуженный художник Российской Федерации (1996) — за заслуги в области искусства[3])
- Заслуженный деятель искусств Российской Федерации (2007) — за заслуги в области искусства[4])